# Liste des gouverneurs de la capitainerie générale du Chili
| Liste des gouverneurs de la capitainerie générale du Chili                  |                                                       |                                                       |                  |                   |               |
|                                                                             | Noms                                                  | Noms                                                  | Début            | Fin               | Rois          |
|                                                                             | Pedro de Valdivia                                     | Pedro de Valdivia                                     | août 1540        | décembre 1547     | Charles Ier   |
|                                                                             | Francisco de Villagra Velázquez                       | Francisco de Villagra Velázquez                       | décembre 1547    | juillet 1549      | Charles Ier   |
|                                                                             | Pedro de Valdivia                                     | Pedro de Valdivia                                     | 20 juillet 1549  | 25 décembre 1553  | Charles Ier   |
|                                                                             | Francisco de Villagra Velázquez                       | Francisco de Villagra Velázquez                       | décembre 1553    | février 1555      | Charles Ier   |
|                                                                             | Rodrigo de Quiroga López de Ulloa                     | Rodrigo de Quiroga López de Ulloa                     | décembre 1553    | juin 1554         | Charles Ier   |
|                                                                             | Francisco de Aguirre de Meneses                       | Francisco de Aguirre de Meneses                       | décembre 1553    | février 1555      | Charles Ier   |
| Entre février 1555 et mai 1556 développement des Cabildos.                  |                                                       |                                                       |                  |                   | Charles Ier   |
|                                                                             | Francisco de Villagra Velázquez                       | Francisco de Villagra Velázquez                       | mars 1556        | avril 1557        | Philippe II   |
|                                                                             | García Hurtado de Mendoza                             | García Hurtado de Mendoza                             | avril 1557       | février 1561      | Philippe II   |
|                                                                             | Francisco de Villagra Velázquez                       | Francisco de Villagra Velázquez                       | février 1561     | juin 1563         | Philippe II   |
|                                                                             | Pedro de Villagra y Martínez                          | Pedro de Villagra y Martínez                          | juin 1563        | juin 1565         | Philippe II   |
|                                                                             | Rodrigo de Quiroga López de Ulloa                     | Rodrigo de Quiroga López de Ulloa                     | juin 1565        | août 1567         | Philippe II   |
| Entre août 1567 et août de 1568 gouvernement de la Real Audiencia du Chili. |                                                       |                                                       |                  |                   | Philippe II   |
|                                                                             | Melchor Bravo de Saravia Sotomayor                    | Melchor Bravo de Saravia Sotomayor                    | août 1568        | janvier 1575      | Philippe II   |
|                                                                             | Rodrigo de Quiroga López de Ulloa                     | Rodrigo de Quiroga López de Ulloa                     | janvier 1575     | février 1580      | Philippe II   |
|                                                                             | Martín Ruiz de Gamboa de Berriz                       | Martín Ruiz de Gamboa de Berriz                       | février 1580     | juillet 1583      | Philippe II   |
|                                                                             | Alonso de Sotomayor de Valmediano                     | Alonso de Sotomayor de Valmediano                     | septembre 1583   | juillet 1592      | Philippe II   |
|                                                                             | Pedro de Viscarra de la Barrera                       | Pedro de Viscarra de la Barrera                       | juillet 1592     | octobre 1592      | Philippe II   |
|                                                                             | Martín García Óñez de Loyola                          | Martín García Óñez de Loyola                          | octobre 1592'    | décembre 1598     | Philippe II   |
|                                                                             | Pedro de Viscarra de la Barrera                       | Pedro de Viscarra de la Barrera                       | décembre 1598    | mai 1599          | Philippe III  |
|                                                                             | Francisco de Quiñónez                                 | Francisco de Quiñónez                                 | mai 1599         | juillet 1600      | Philippe III  |
|                                                                             | Alonso García de Ramón                                | Alonso García de Ramón                                | juillet 1600     | février 1601      | Philippe III  |
|                                                                             | Alonso de Ribera de Pareja                            | Alonso de Ribera de Pareja                            | février 1601     | mars 1605         | Philippe III  |
|                                                                             | Alonso García de Ramón                                | Alonso García de Ramón                                | mars 1605        | août 1610         | Philippe III  |
|                                                                             | Luis Merlo de la Fuente Ruiz de Beteta                | Luis Merlo de la Fuente Ruiz de Beteta                | septembre 1610   | mars 1611         | Philippe III  |
|                                                                             | Juan Jaraquemada                                      | Juan Jaraquemada                                      | janvier 1611     | mars 1612         | Philippe III  |
|                                                                             | Alonso de Ribera de Pareja                            | Alonso de Ribera de Pareja                            | mars 1612        | mars 1617         | Philippe III  |
|                                                                             | Fernando Talaverano Gallegos                          | Fernando Talaverano Gallegos                          | mars 1617        | janvier 1618      | Philippe III  |
|                                                                             | Lope de Ulloa y Lemos                                 | Lope de Ulloa y Lemos                                 | janvier 1618     | décembre 1620     | Philippe III  |
|                                                                             | Cristóbal de la Cerda y Sotomayor                     | Cristóbal de la Cerda y Sotomayor                     | décembre 1620    | novembre 1621     | Philippe III  |
|                                                                             | Pedro Osores de Ulloa                                 | Pedro Osores de Ulloa                                 | novembre 1621    | septembre 1624    | Philippe IV   |
|                                                                             | Francisco de Alava y Nureña                           | Francisco de Alava y Nureña                           | septembre 1624   | mai 1625          | Philippe IV   |
|                                                                             | Luis Fernández de Córdoba y Arce                      | Luis Fernández de Córdoba y Arce                      | mai 1625         | décembre 1629     | Philippe IV   |
|                                                                             | Francisco Laso de la Vega                             | Francisco Laso de la Vega                             | décembre 1629    | mai 1639          | Philippe IV   |
|                                                                             | Francisco López de Zúñiga y Meneses                   | Francisco López de Zúñiga y Meneses                   | mai 1639         | mai 1646          | Philippe IV   |
|                                                                             | Martín de Mujica y Buitrón                            | Martín de Mujica y Buitrón                            | mai 1646         | avril 1649        | Philippe IV   |
|                                                                             | Alonso de Figueroa y Córdoba                          | Alonso de Figueroa y Córdoba                          | avril 1649       | mai 1650          | Philippe IV   |
|                                                                             | Francisco Antonio de Acuña Cabrera y Bayona           | Francisco Antonio de Acuña Cabrera y Bayona           | mai 1650         | janvier 1656      | Philippe IV   |
|                                                                             | Pedro Porter Casanate                                 | Pedro Porter Casanate                                 | janvier 1656     | février 1662      | Philippe IV   |
|                                                                             | Diego González Montero Justiniano                     | Diego González Montero Justiniano                     | février 1662     | mai 1662          | Philippe IV   |
|                                                                             | Ángel de Peredo                                       | Ángel de Peredo                                       | mai 1662         | janvier 1664      | Philippe IV   |
|                                                                             | Francisco de Meneses Brito                            | Francisco de Meneses Brito                            | janvier 1664     | 1667              | Philippe IV   |
|                                                                             | Diego Dávila Coello                                   | Diego Dávila Coello                                   | 1667             | février 1670      | Charles II    |
|                                                                             | Diego González Montero Justiniano                     | Diego González Montero Justiniano                     | février 1670     | octobre 1670      | Charles II    |
|                                                                             | Juan Henríquez de Villalobos                          | Juan Henríquez de Villalobos                          | octobre 1670     | avril 1682        | Charles II    |
|                                                                             | Marcos José de Garro Senei de Artola                  | Marcos José de Garro Senei de Artola                  | avril 1682       | janvier 1692      | Charles II    |
|                                                                             | Tomás Marín González de Poveda                        | Tomás Marín González de Poveda                        | janvier 1692     | décembre 1700     | Charles II    |
|                                                                             | Francisco Ibáñez de Segovia y Peralta                 | Francisco Ibáñez de Segovia y Peralta                 | décembre 1700    | février 1709      | Philippe V    |
|                                                                             | Juan Andrés de Ustariz de Vertizberea                 | Juan Andrés de Ustariz de Vertizberea                 | février 1709     | décembre 1716     | Philippe V    |
|                                                                             | José de Santiago Concha                               | José de Santiago Concha                               | décembre 1716    | décembre 1717     | Philippe V    |
|                                                                             | Gabriel Cano de Aponte                                | Gabriel Cano de Aponte                                | 17 décembre 1717 | 11 novembre 1733  | Philippe V    |
|                                                                             | Francisco de Sánchez de la Barreda                    | Francisco de Sánchez de la Barreda                    | novembre 1733    | mai 1734          | Philippe V    |
|                                                                             | Manuel Silvestre de Salamanca Cano                    | Manuel Silvestre de Salamanca Cano                    | mai 1734         | novembre 1737     | Philippe V    |
|                                                                             | José Antonio Manso de Velasco, Conde de Superunda     | José Antonio Manso de Velasco, Conde de Superunda     | novembre 1737    | juin 1744         | Philippe V    |
|                                                                             | Francisco José de Ovando, Marqués de Ovando           | Francisco José de Ovando, Marqués de Ovando           | juin 1745        | mars 1746         | Philippe V    |
|                                                                             | Domingo Ortiz de Rozas, Marqués de Poblaciones        | Domingo Ortiz de Rozas, Marqués de Poblaciones        | mars 1746        | décembre 1755     | Ferdinand VI  |
|                                                                             | Manuel de Amat y Junyent                              | Manuel de Amat y Junyent                              | décembre 1755    | septembre 1761    | Ferdinand VI  |
|                                                                             | Félix de Berroeta                                     | Félix de Berroeta                                     | septembre 1761   | octobre 1762      | Charles III   |
|                                                                             | Antonio de Guill y Gonzaga                            | Antonio de Guill y Gonzaga                            | octobre 1762     | août 1768         | Charles III   |
|                                                                             | Juan de Balmaseda y Censano Beltrán                   | Juan de Balmaseda y Censano Beltrán                   | août 1768        | mars 1770         | Charles III   |
|                                                                             | Francisco Javier de Morales y Castejón de Arroyo      | Francisco Javier de Morales y Castejón de Arroyo      | mars 1770        | mars 1772         | Charles III   |
|                                                                             | Agustín de Jáuregui y Aldecoa                         | Agustín de Jáuregui y Aldecoa                         | mars 1772        | juillet 1780      | Charles III   |
|                                                                             | Tomás Álvarez de Acevedo Ordaz                        | Tomás Álvarez de Acevedo Ordaz                        | juillet 1780     | décembre 1780     | Charles III   |
|                                                                             | Ambrosio de Benavides                                 | Ambrosio de Benavides                                 | décembre 1780    | avril 1787        | Charles III   |
|                                                                             | Tomás Álvarez de Acevedo Ordaz                        | Tomás Álvarez de Acevedo Ordaz                        | avril 1787       | mai 1788          | Charles III   |
|                                                                             | Ambrosio O'Higgins, Marqués de Osorno                 | Ambrosio O'Higgins, Marqués de Osorno                 | mai 1788         | mai 1796          | Charles IV    |
|                                                                             | José de Rezabal y Ugarte                              | José de Rezabal y Ugarte                              | mai 1796         | septembre 1796    | Charles IV    |
|                                                                             | Gabriel de Avilés y del Fierro, Marqués de Avilés     | Gabriel de Avilés y del Fierro, Marqués de Avilés     | septembre 1796   | janvier 1799      | Charles IV    |
|                                                                             | Joaquín del Pino Sánchez de Rojas                     | Joaquín del Pino Sánchez de Rojas                     | janvier 1799     | avril 1801        | Charles IV    |
|                                                                             | José de Santiago Concha Jiménez Lobatón               | José de Santiago Concha Jiménez Lobatón               | avril 1801       | décembre 1801     | Charles IV    |
|                                                                             | Francisco Tadeo Díez de Medina Vidanges               | Francisco Tadeo Díez de Medina Vidanges               | décembre 1801    | janvier 1802      | Charles IV    |
|                                                                             | Luis Muñoz de Guzmán                                  | Luis Muñoz de Guzmán                                  | janvier 1802     | février 1808      | Charles IV    |
|                                                                             | Juan Rodríguez Ballesteros                            | Juan Rodríguez Ballesteros                            | février 1808     | avril 1808        | Ferdinand VII |
|                                                                             | Francisco Antonio García Carrasco Díaz                | Francisco Antonio García Carrasco Díaz                | avril 1808       | juillet 1810      | Ferdinand VII |
|                                                                             | Mateo de Toro Zambrano y Ureta, Conde de la Conquista | Mateo de Toro Zambrano y Ureta, Conde de la Conquista | juillet 1810     | 18 septembre 1810 | Ferdinand VII |
| Patria Vieja (1810-1814)                                                    |                                                       |                                                       |                  |                   | Ferdinand VII |
|                                                                             | Mariano Osorio                                        | Mariano Osorio                                        | 1814             | 1815              | Ferdinand VII |
|                                                                             | Casimiro Marcó del Pont Ángel Díaz y Méndez           | Casimiro Marcó del Pont Ángel Díaz y Méndez           | 1815             | 1817              | Ferdinand VII |